# 犬魔 (龙与地下城)
犬魔是角色扮演游戏《龙与地下城》中设定的一种生物。它可以自由的变成地精或者狼的外形，其真实面目是一种恶魔，外表类似地精与狼的混合生物，长有可怕的双颚及锋利的爪子。犬魔一生会经过幼兽、犬魔、大型犬魔三种形态，参考下文中的进化章节。

## 外形特征
成年犬魔站立时大约高约9英尺（1.8米），体重约180磅（81公斤）。犬魔在兴奋时双眼会变成橘黄色。
犬魔幼兽看起来就像大体型的地精，在进化过程中，它的皮肤会逐渐的变暗，成为蓝红色。成年犬魔的皮肤是完全的蓝色。

## 生活环境
犬魔生活在外层位面中的焦炎地狱（也被翻译为“火焚界”），但他们有时会为了猎食更多的血肉和灵魂，三五成群来到主物质世界。
犬魔说地精语，座狼语以及炼狱语。

## 进化
犬魔可以通过啃食尸体来获取进化。首先这些尸体必须是犬魔杀死的类人生物（如：人类、精灵、矮人、兽人等等），并且只有生命骰（或等级）等于或大于犬魔本身的生物的尸体才有助于进化。三具尸体就可以让犬魔提升一个生命骰。犬魔到达9个生命骰后就会进化成大型犬魔。
受害者因为尸体被摧毁，所以一般的复活术无法将他们复活，即使是祈愿术、神迹术或者完全复生术也只有50%的机会。

## 战术
犬魔喜欢采取埋伏突袭敌人，而且它可以随意使用闪现术、浮空术、误导术来避开敌人的主力。在任何时候，犬魔都可以通过一个标准动作（时间小于6秒）来切换狼或者地精的外形。
通常情况下犬魔不屑使用武器，而用爪抓和啮咬来进行攻击。

## 相关的文学和游戏
在小说黑暗精灵三部曲之《旅居》中，两只犬魔幼兽：乌古鲁和肯法那杀死了李斯特登一家人，并栽赃到崔斯特头上。后来他们被崔斯特杀死，小说第七章讲述了这场战斗。……尽管如此，乌古鲁仍然拥有其他选择。紫色犬魔的骨头开始喀喀作响，重新组合。他伤痕累累的脸逐渐拉长，鼻子突出，犬齿也慢慢地变长。紫色犬魔全身长出长毛，推开了关海法的利爪。最后，他的手变成了脚，手掌则成为脚掌。如今，关海法所要对付的是一只巨狼，情势即将逆转……